# Ruch Literacki (dwumiesięcznik)
Ruch Literacki – dwumiesięcznik wydawany w Krakowie od 1960 roku przez Komisję Historyczno-Literacką Polskiej Akademii Nauk i Uniwersytet Jagielloński. Pismo publikuje dyskusje, rozprawy, omawia różne zjawiska w kulturze literackiej.